# Brejo do Cruz
Brejo do Cruz là một đô thị thuộc bang Paraíba, Brasil. Đô thị này có diện tích 398,917 km², dân số năm 2007 là 11492 người, mật độ 28,8 người/km².